# DK型蒸汽机车
中國鐵路DK型蒸汽機車，泛指輪式2-10-0形式（Decapod型，又稱「德加宝」）之蒸汽機車，依其前身不同可區分為幾種車款。

## 形式名稱變遷
中華民國交通部於1947年依照華氏輪式，制訂以注音符號為蒸汽機車命名規則，但因局勢並未全國統一適用此一規則。中華人民共和國成立後，鐵道部於1951年參酌交通部命名規則，以注音符號為蒸汽機車命名。其中2-10-0軸式機車定名為「ㄉㄎ型」（DK型），名稱取自「Decapod」或滿鐵命名方式「デカ型」（Deka）。1959年改用漢語拼音命名，並沿用至今。

## DK型之車號範圍
| 車號範圍 | 車型  | 前身車型                                                 | 實際車號 | 備註 |
| 1～70    | DK1型 | 滿鐵デカイ                                               |          |      |
| 71～130  | DK2型 | 滿鐵デカニ/俄罗斯帝国铁路Ye型/苏联铁路Ye型/芬兰铁路Tr2型 |          |      |
| 131～140 | DK3型 | 隴海鐵路600型                                            |          |      |
| 141～240 | DK4型 | 同蒲铁路                                                 |          |      |
| 241～280 | DK5型 | 德国铁路BR52型/罗马尼亚铁路150型                         |          |      |
| -------- | ----- | -------------------------------------------------------- | -------- | ---- |

## DK1型

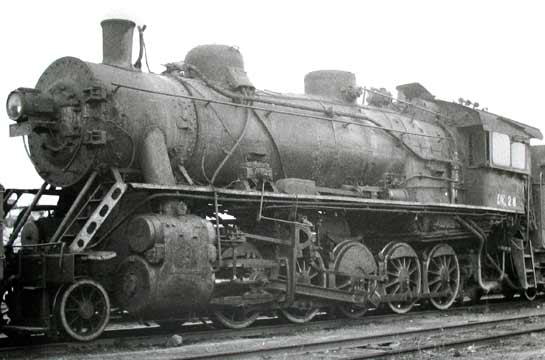
DK1型蒸汽机车

### 概况
南满铁路为牵引在长大坡道上的重载货物列车，于1919年从美国ALCO厂购入26台DK1型机车，1921~1923年间，满铁沙河口工厂相继生产了36台，一共62台，均配属于满铁，担当干线及安奉铁路（丹东—沈阳）长大坡道重载货物列车的牵引任务。从美国购入时，称为P型车，一年后改为デカ型，1938年又改为デカイ型，1951年改为ㄉㄎ1型。

### 性能诸元
•机车及煤水车总重：146.93吨
•机车全长:20 841毫米
•动轮直径1 370毫米
•车轴排列为2-10-0式。

## DK2型

### 概况
DK2型于1915~1918年间由美国鲍尔温和ALCO两厂制造，和俄罗斯帝国Ye型为同时代的机车，最早在中东铁路使用，后配属满铁，称为デカニ型。

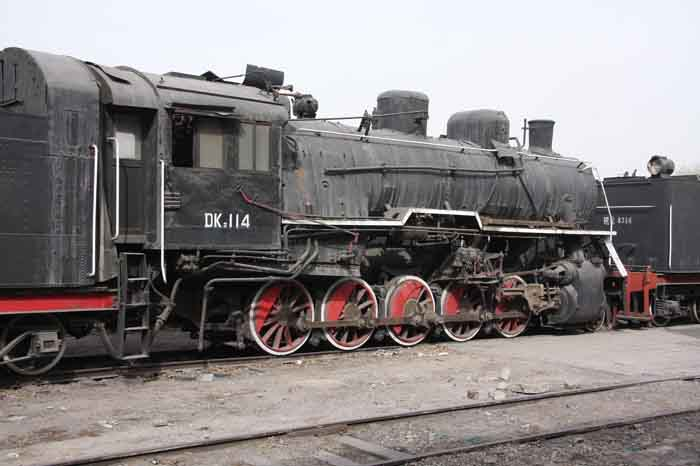
DK2型114号机车

### 性能诸元
•机车及煤水车总重：151.50吨
•机车全长：21 228毫米
•动轮直径为1 320毫米
•车轴排列为1-5-0式。

### 战后接收与运用
在二战期间以及战后美国向苏联和芬兰分别提供了Ye型和Tr2型，中华人民共和国成立后，苏联向中国提供了一部分Ye型，这些Ye型机车与デカニ型在1951年合称为ㄉㄎ2型。

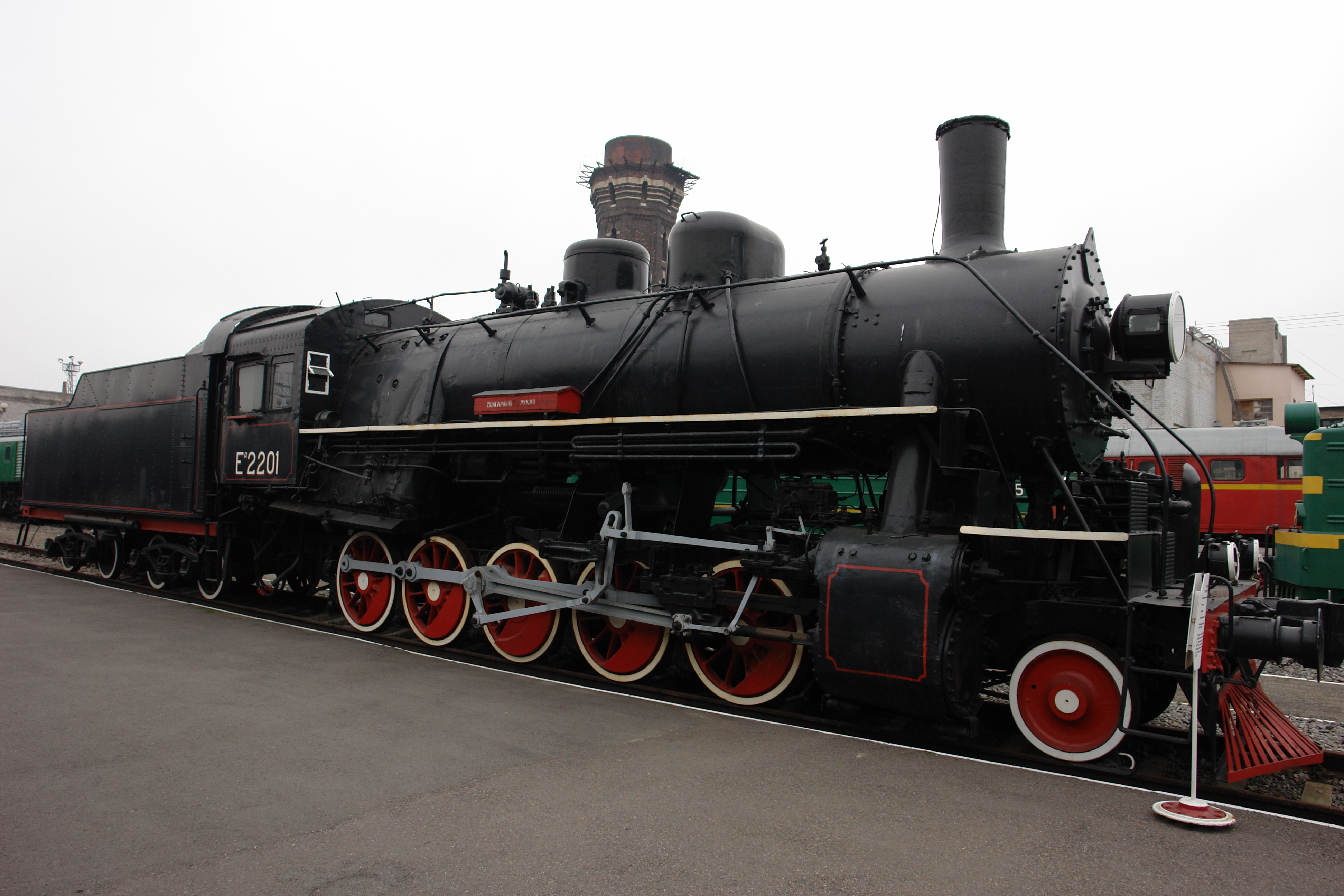
DK2型的原型——Ye型

關於苏联铁路Ye型蒸汽機車：

關於芬兰铁路Tr2型蒸汽機車：

### 机车保存
DK2-114，保存于呼和浩特铁路局包头西机务段。

## DK5型

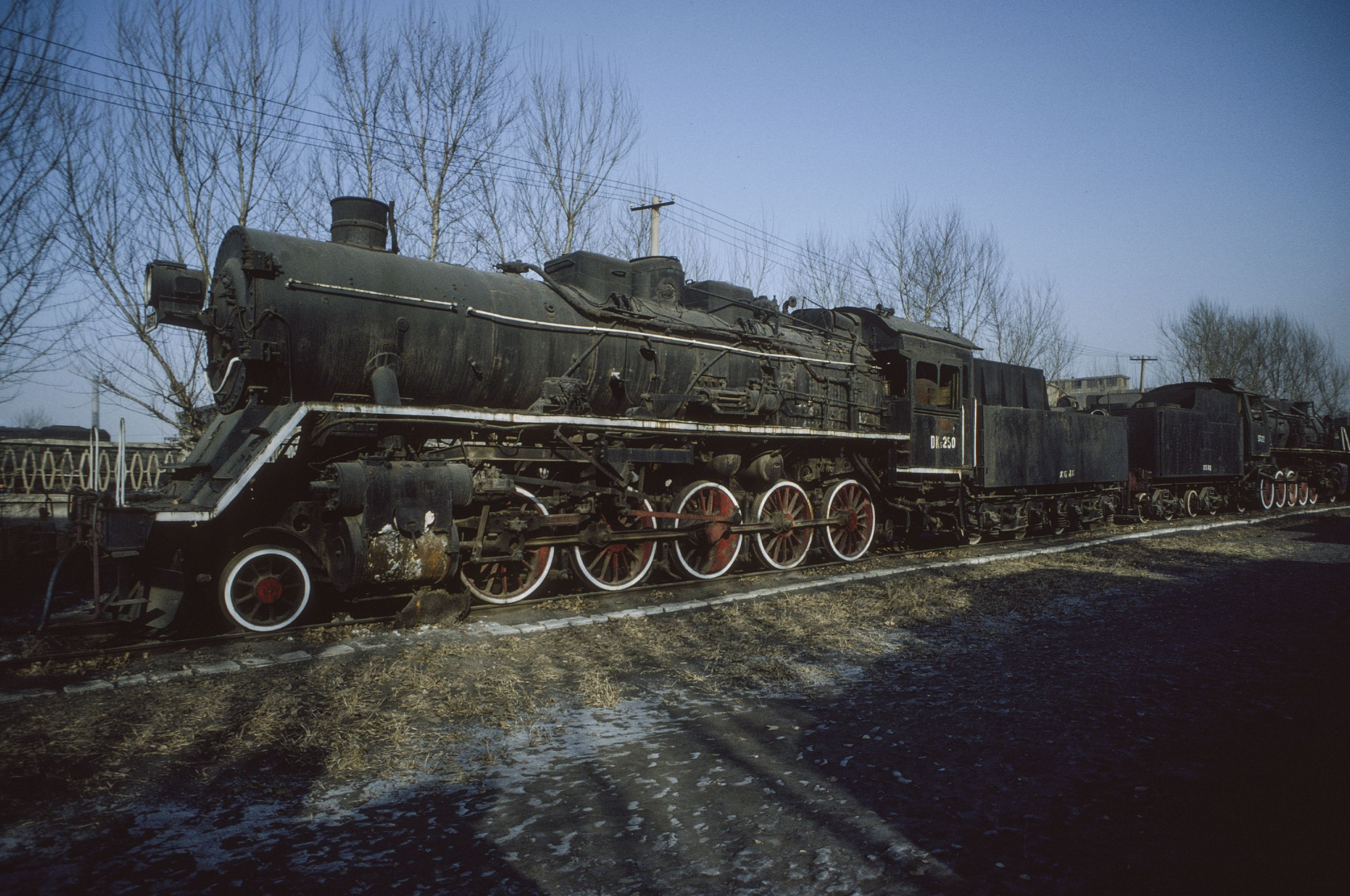
DK5型250号机车在沈阳铁路陈列馆

### 概况
二战结束后，罗马尼亚根据德国铁路BR52型蒸汽机车的基础上制造了150.000型蒸汽机车，Malaxa工厂和Reşiţa工厂于1946年到1960年制造了282台机车。其中有40台出口到中国，在1951年称为ㄉㄎ5型。，150.000型蒸汽机车（罗马尼亚文）

### 机车保存
DK5-250，保存于沈阳铁路陈列馆。